# Моріс Байндер
Моріс Байндер (англ. Maurice Binder, 4 грудня 1918, Нью-Йорк — 9 квітня 1991, Лондон) — американський кінодизайнер, відомий своєю роботою над 16 фільмами про Джеймса Бонда, включаючи перший, «Доктор Ноу» (1962) та фільмами Стенлі Донена.

## Ранні роки
Моріс Байндер народився у Нью-Йорку. З 1950-х працював у Великій Британії. У 1951 році Байндер зняв два епізоди серіалу Meet Mister Baby — ці фільми були додані до архіву Кіноакадемії у 2015 рокі. Свою першу роботу він зробив для фільму Стенлі Донена «Нерозбірливий» (1958). Продюсери фільмів про Джеймса Бонда вперше звернулися до нього під враженням від його титри до комедійного фільму Донена «Трава зеленіша» (1960). Біндер робив титри для стрічок Донена для «Шарада» (1963) та «Арабеска» (1966). В обох стрічках титри Моріса Байндера супроводжувала музика Генрі Манчіні .

## Джеймс Бонд
Байндер створив легендарний Gun Barrel для першого фільму про Бонда, «Доктор Ноу» (1962). В подальшому вступ Gun Barrel став фірмовим для серії фільмів про Джеймса Бонда, та відкривав майже кожен фільм про агента 007.
До початку 1990-х Біайндер створював титри до всіх фільмів про Джеймса Бонда крім стрічок «З Росії з любов'ю» (1963) та «Голдфінгер» (1964). Титри для них розробляв Роберт Браунджон .

## Смерть
Моріс Байндер помер від раку легенів у Лондоні, у віці 72 років.

## Фільмографія

### Джеймс Бонд
- «Доктор Ноу» (1962)
- «З Росії з любов'ю» (1963)  — тільки Gun Barrel, що був взятий з «Доктора Ноу»
- «Голдфінгер» (1964)   — тільки Gun Barrel, що був взятий з «Доктора Ноу»
- «Живеш тільки двічі» (1967)
- «На секретній сліжбі Її Величності» (1969)
- "Діаманти залишаются назавжди (1971)
- «Живи та дай померти» (1973)
- «Чоловік із золотим пістолетом» (1974)
- «Шпигун, який мене кохав» (1977)
- «Місячний гонщик» (1979)
- «Тільки для ваших очей» (1981)
- «Восьминіжка» (1983)
- «Вид на вбивство» (1985)
- «Живі вогні» (1987)
- «Ліцензія на вбивство» (1989)

### Вибрані інші фільми
- Indiscreet (1958)
- Миша, що ревіла (1959)
- Ще раз, з відчуттям! (1960)
- На яскравому сонці (1960)
- Трава зеленіша (1960)
- Дорога до Гонконгу (1962)
- Шарада (1963)
- Називай мене Бвана (1963)
- Людина, що біжить (1963)
- Миша на Місяці (1963)
- Довгі кораблі (1963)
- 7-й світанок (1964)
- Погоня (1966)
- Полювання на лиса (1966)
- Арабеска (1966)
- Калейдоскоп (1966)
- Заспаний (1967)
- Фатом (1967)
- Мозок на мільярд доларів (1967)
- Два на дорогу (1967)
- Барбарела (1968)
- Битва за Британію (1969)
- Приватне життя Шерлока Холмса (1970)
- Молодий Вінстон (1972)
- Золото (1974)
- Насіння Тамаринда (1974)
- Крик на диявола (1976)
- Дикі гуси (1978)
- Дракула (1979)
- Морські вовки (1980)
- Останній відлік (1980)
- Зелений лід (1981)
- Макс, Моє Кохання (1986)
- Останній імператор (1987)
- Розколоте небо (1990)